# سيلفستر كلارك قاولد
سيلفستر كلارك قاولد (بالإنجليزية: Sylvester Clark Gould)‏ هو مراسل ميداني أمريكي، ولد في 1 مارس 1840 في Weare, New Hampshire ‏ في الولايات المتحدة، وتوفي في 19 يوليو 1909.